# Banca Națională a Georgiei
Banca Națională a Georgiei este banca centrală a Georgiei.

## Istorie
Prima bancă centrală din Georgia a fost întemeiată în anul 1919. Actuala Bancă Națională a Georgiei există din 1991.

### Lista guvernatorilor
| Rang | Nume                | Mandat                            |
| ---- | ------------------- | --------------------------------- |
| 1er  | Jason Lordkipanidze | (iulie 1920 – februarie 1921)     |
| 2    | Gia Topuria         | (Octombrie 1991 – Ianuarie 1992)  |
| 3    | Vazha Djindjikhadze | (ianuarie 1992 – martie 1992)     |
| 4    | Nodar Kakulia       | (aprilie 1992 – noiembrie 1992)   |
| 5    | Demur Dvalishvili   | (noiembrie 1992 – octombrie 1993) |
| 6    | Nodar Javakhishvili | (Octombrie 1993 – Martie 1998)    |
| 7    | Irakli Managadze    | (Martie 1998 – Martie 2005)       |
| 8    | Roman Gotsiridze    | (martie 2005 – octombrie 2007)    |
| 9    | David Amaglobeli    | (Octombrie 2007 – Februarie 2009) |
| 10   | Giorgi Kadagidze    | (Februarie 2009 – Februarie 2016) |
| 11   | Koba Gvenetadze     | (Martie 2016 – Martie 2023)       |
| 12   | Natela Turnava      | (Iunie 2023 – Actual)             |